# 大森輝和
大森 輝和（おおもり てるかず、1979年9月3日 - ）は、香川県小豆郡土庄町出身の元陸上競技選手で陸上競技指導者。専門は長距離走。世界陸上選手権ヘルシンキ大会10000m代表。

## 経歴
香川県立高松工芸高等学校3年時には、インターハイ1500m5位。国民体育大会1500m5位。高校卒業後は中央大学に進学したが、寮生活に馴染めず、大学を中退した。
その後、大塚製薬陸上競技部の河野匡監督の紹介で創部間もない高知・くろしお通信サービスに入社した。入社後は大東文化大学時代に箱根駅伝で活躍した松浦忠明監督の指導が身を結び、全国都道府県対抗男子駅伝競走大会で大会記録の29人ごぼう抜きの快走をはじめ区間賞を3度獲得（通算では99人抜き）。トラック、ロードで華々しい活躍をみせた。
2004年5月22日に行われたアテネオリンピック挑戦記録会では27分43秒94（当時日本歴代5位）の好記録でオリンピック派遣A標準記録（27分49秒00）を突破。オリンピック出場への期待も高まったが、6月の日本陸上競技選手権大会で18位に沈み、オリンピック出場はならなかった。
翌2005年の日本選手権では10000mで2位になったが、2005年ヘルシンキ世界選手権10000mの代表選考をめぐり、騒動の渦中に立たされる不遇にみまわれ、その後代表に選ばれたが、本番では最下位の22位に沈んだ(28分59秒46)。スタートして2周目から集団から抜けだし、後ろの集団に30ｍ近く差をつけるが、3000ｍで集団に吸い込まれ、最後は優勝者(27分08秒33)から2分近く、同じ日本代表の三津谷祐(27分57秒67)からは1分以上も離された最下位に終わってしまった。
2006年春に所属先のくろしお通信陸上部の廃部に伴い、四国電力へ移籍。移籍後もドーハアジア大会10000mで5位入賞するなど第一人者として活躍していた。
2013年3月、自身の実業団キャリアをスタートさせた高知市の春野総合運動公園で行われたテレビ高知健康マラソン大会をラストランに現役引退。
その後、同年発足した小中学生対象の長距離選手育成クラブ「香川レーシングクラブ」の監督に就任。

## 主な成績
- 1997年　京都インターハイ　1500m　5位
- 1997年　なみはや国体少年A　1500m　5位
- 2002年　よさこい高知国体成年共通　1500m　2位
- 2004年　天皇盃全国都道府県対抗男子駅伝競走大会　3区　区間賞（区間新）
- 2005年　天皇盃全国都道府県対抗男子駅伝競走大会　3区　区間賞（区間新）
- 2005年　日本選手権 10000m  2位
- 2005年　世界陸上選手権ヘルシンキ大会　10000m 22位(最下位)
- 2006年　日本選手権 10000m  2位
- 2006年　ドーハアジア大会　10000m　5位
- 2007年　天皇盃全国都道府県対抗男子駅伝競走大会　3区　区間賞

## 自己記録
- 5000m - 13分32秒26（2004年）
- 10000m - 27分43秒94（2004年）
- ハーフマラソン - 1時間2分13秒（2007年）